# Pajala
Pajala este un oraș în Suedia.

## Demografie
| \| Evoluția demografică a zonei urbane Pajala, 1970–2015 \| Evoluția demografică a zonei urbane Pajala, 1970–2015 \| Evoluția demografică a zonei urbane Pajala, 1970–2015 \| Evoluția demografică a zonei urbane Pajala, 1970–2015 \| Evoluția demografică a zonei urbane Pajala, 1970–2015 \| \| --------------------------------------------------------------------------------------- \| ----------------------------------------------------- \| ----------------------------------------------------- \| ----------------------------------------------------- \| ----------------------------------------------------- \| \| An \| \| \| Locuitori \| \| \| 1970 \| 1970 \| \| 1.583 \| 1.583 \| \| 1975 \| 1975 \| \| 1.671 \| 1.671 \| \| 1980 \| 1980 \| \| 1.751 \| 1.751 \| \| 1990 \| 1990 \| \| 2.106 \| 2.106 \| \| 1995 \| 1995 \| \| 2.157 \| 2.157 \| \| 2000 \| 2000 \| \| 2.084 \| 2.084 \| \| 2005 \| 2005 \| \| 1.985 \| 1.985 \| \| 2010 \| 2010 \| \| 1.958 \| 1.958 \| \| 2015 \| 2015 \| \| 2.032 \| 2.032 \| \| Sursa: SCB - Statistika Centralbyrån, Folkmängden per tätort. Vart femte år 1960 - 2016 \| \| \| \| \| |      |  |           |       |
| Evoluția demografică a zonei urbane Pajala, 1970–2015 |      |  |           |       |
| An |      |  | Locuitori |       |
| 1970 | 1970 |  | 1.583     | 1.583 |
| 1975 | 1975 |  | 1.671     | 1.671 |
| 1980 | 1980 |  | 1.751     | 1.751 |
| 1990 | 1990 |  | 2.106     | 2.106 |
| 1995 | 1995 |  | 2.157     | 2.157 |
| 2000 | 2000 |  | 2.084     | 2.084 |
| 2005 | 2005 |  | 1.985     | 1.985 |
| 2010 | 2010 |  | 1.958     | 1.958 |
| 2015 | 2015 |  | 2.032     | 2.032 |
| Sursa: SCB - Statistika Centralbyrån, Folkmängden per tätort. Vart femte år 1960 - 2016 |      |  |           |       |